# Список умерших в 1754 году

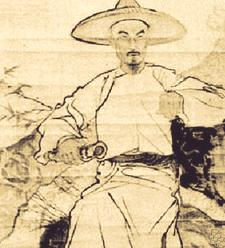
У Цзинцзы (1701-1754)

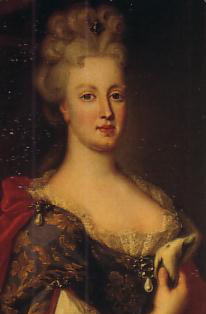
Мария Анна Австрийская (королева Португалии) (1683-1754)

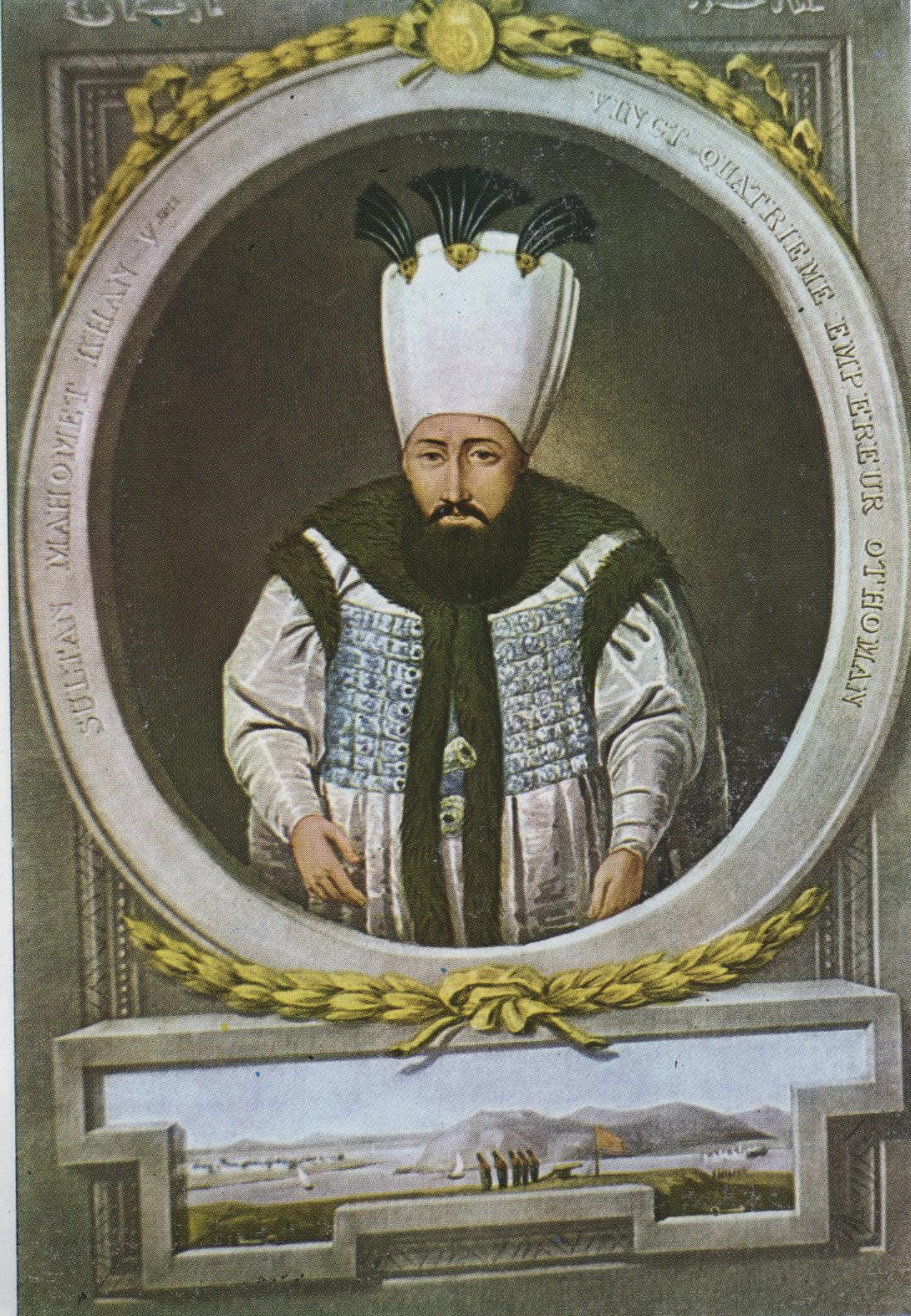
Махмуд I (1696-1754)

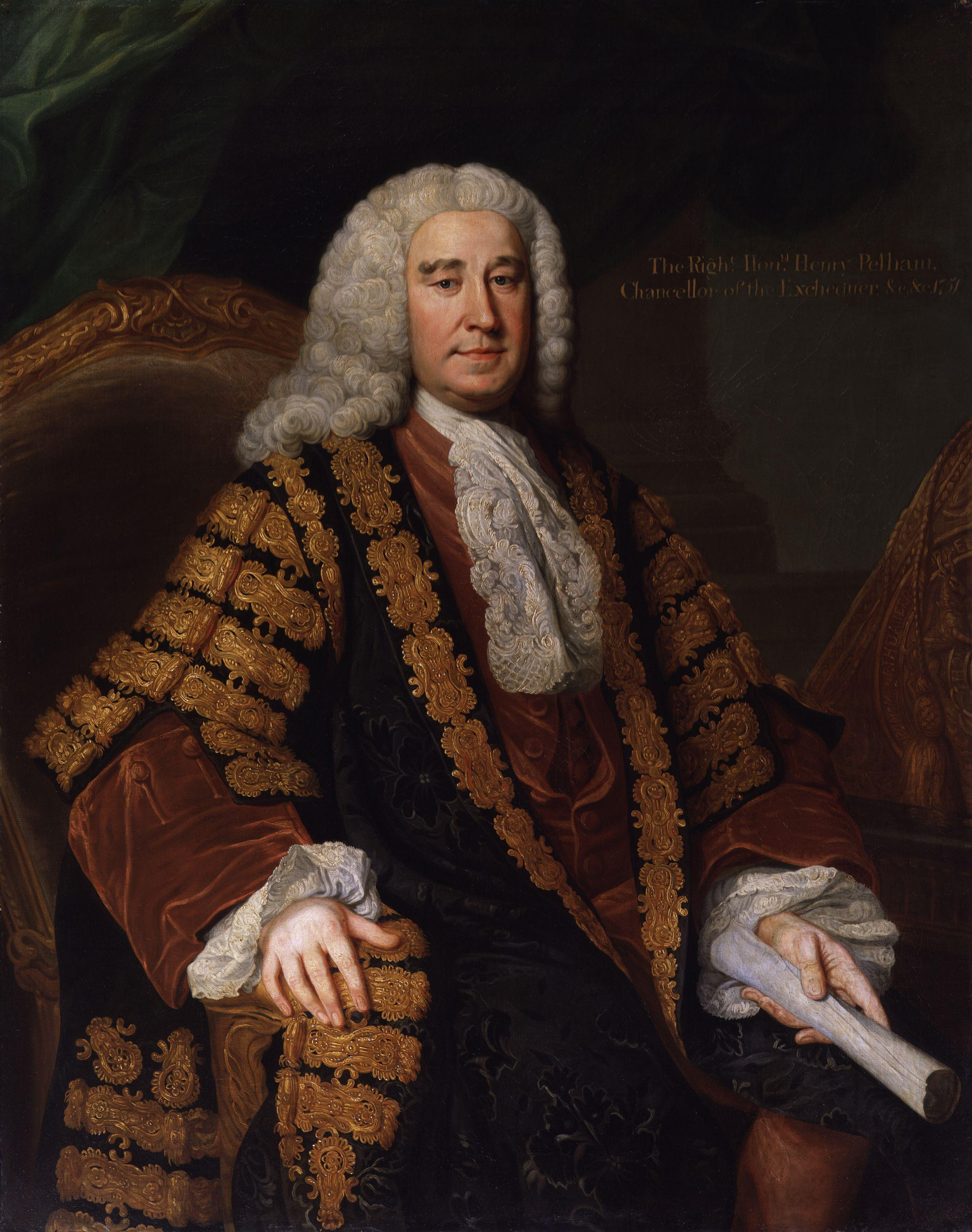
Пелэм, Генри (1694-1754)

В этой статье представлен список известных людей, умерших в 1754 году.
См. также: Категория:Умершие в 1754 году

## Январь
- 11 января — У Цзинцзы — китайский писатель, благодаря своему роману «Неофициальная история конфуцианцев» считающийся основоположником китайской социальной прозы и реалистической сатиры

## Февраль
- 22 февраля — Симон (Тодорский) — епископ Русской церкви, архиепископ Псковский, Изборский и Нарвский. Богослов, переводчик и проповедник, законоучитель Петра III и Екатерины II

## Март
- 6 марта — Пелэм, Генри — британский государственный деятель, член партии вигов, 3-й премьер-министр Великобритании
- 14 марта — Лашоссе, Пьер Клод Невиль де — французский драматург, член Французской академии (1736)

## Апрель
- 9 апреля — Вольф, Христиан фон — немецкий учёный-энциклопедист, философ, юрист и математик, основоположник языка немецкой философии
- 15 апреля — Риккати, Якопо Франческо — итальянский математик и механик
- 29 апреля — Пьяцетта, Джованни Баттиста — итальянский художник

## Май
- 8 мая — Сильвестр Ляскоронский — малороссийский церковный деятель, писатель, драматург, педагог, ректор Киево-Могилянской академии (1746—1751)
- 23 мая — Вуд, Джон (старший) — английский архитектор, приверженец идей палладианства

## Июль
- 4 июля — Детуш, Филипп — французский драматург, член Французской академии (1723)

## Август
- 14 августа — Мария Анна Австрийская (королева Португалии) — королева Португалии (жена короля Жуана V), также была эрцгерцогиней Австрии как дочь императора Леопольда I

## Октябрь
- 8 октября — Филдинг, Генри — английский писатель и драматург XVIII века, один из основоположников реалистического романа, автор романа «История Тома Джонса, найденыша»
- 14 октября — Иероним (Волчанский) — епископ Русской православной церкви, епископ Могилевский, Мстиславский и Оршанский

## Ноябрь
- 17 ноября — Строганов, Александр Григорьевич (барон) — камергер, действительный статский советник (с 1730), генерал-поручик. Крупнейший солепромышленник и землевладелец
- 24 ноября — Седеркрёйц, Герман — шведский дипломат, член риксрода
- 27 ноября — Муавр, Абрахам де — английский математик французского происхождения. Член Лондонского королевского общества (1697), Парижской (1754) и Берлинской (1735) академий наук

## Декабрь
- 10 декабря — Иоасаф (Горленко) — епископ Русской Церкви, с 2 июня 1748 — правящий епископ Белгородский и Обоянский
- 13 декабря — Махмуд I — султан Османской империи со 2 октября 1730 года

## Дата неизвестна или требует уточнения
- Головкин, Михаил Гаврилович — кабинет-министр, сын Г. И. Головкина
- Загряжский, Артемий Григорьевич — русский военный и государственный деятель из рода Загряжских, генерал-аншеф, казанский губернатор
- Измайлов, Иван Петрович — генерал-лейтенант, родной дядя Л. В. Измайлова, известного своим путешествием в Китай
- Кари, Феликс — французский историк и нумизмат
- Крафт, Георг Вольфганг — математик, академик Санкт-Петербургской академии наук. Отец астронома Л. Ю. Крафта
- Сердюков, Михаил Иванович — российский купец, гидротехник, судостроитель. Известен развитием Вышневолоцкой водной системы